# Dominikánský klášter (Znojmo)
Znojemský klášter dominikánů s kostelem Nalezení svatého Kříže, je klášterní budova bývalého konventu řádu bratří kazatelů v jihomoravském Znojmě.
Dominikáni zde působili do roku 2014, kdy svoji činnost dočasně přerušili. Znojemská klášter dominikánů je však dál v distanční správě řádu.

## Historie

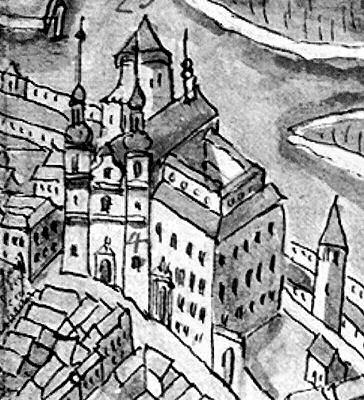
Historická veduta znojemského kláštera dominikánů s kostelem.

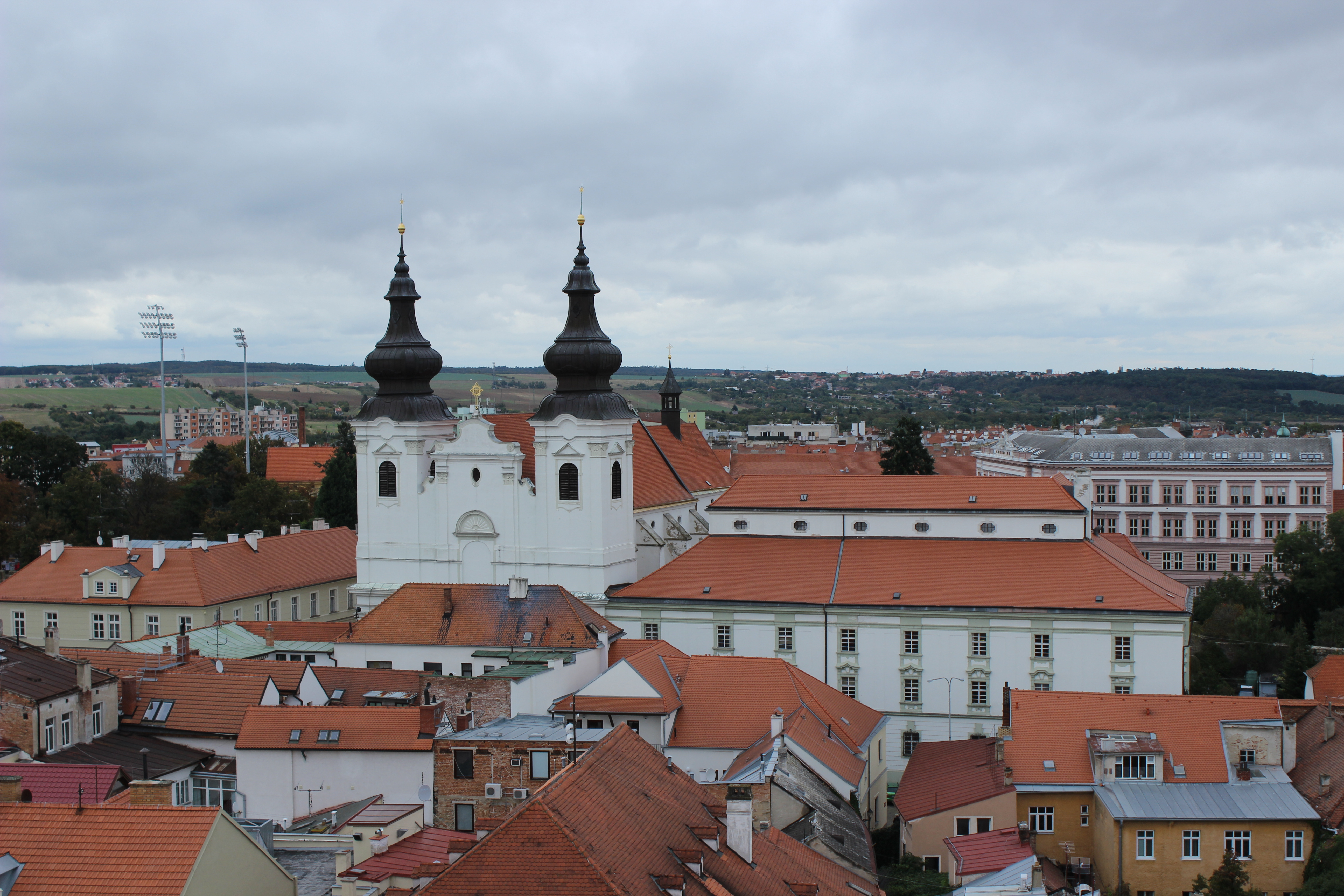
Klášter a kostel Nalezení svatého Kříže ze znojemské radniční věže

Znojemský dominikánský klášter byl podle pověsti založen krátce před rokem 1222 králem Přemyslem Otakarem I. na radu sv. Hyacinta Odřivouse. Tomu však odporuje fakt, že nejstarší klášter dominikánů na Moravě byl založen v Olomouci nejdříve v roce 1230. První písemná zmínka o znojemském klášteře pochází z roku 1243.
Výstavba kláštera na východním okraji městského centra byla dokončena až v roce 1250, již od počátku však byl nový klášter dobře vybaven. Klášterní kostel Nalezení sv. Kříže brzy dosáhl vysokého ohlasu coby oblíbené poutní místo, což ještě zvýšilo rozkvět kláštera.
V roce 1400 požár zničil klášter včetně archivu se všemi vlastnickými listinami, proto je také raná historie kláštera nejasná. Znojemští dominikáni se z této rány rychle vzpamatovali. Požár, který vypukl v obecním pivovaru, opět zničil klášter. Počátek reformace způsobil řádu další problémy, takže nakonec byli ve Znojmě jen tři kněží.
V roce 1619 byl přestavěný kostel protestanty přeměněn na vězení pro asi 300 vězňů a řeholníci byli z kláštera vyhnáni. Až po bitvě na Bílé hoře 8. srpna. 16. listopadu 1620 se mohla vrátit do těžce poničeného kláštera.

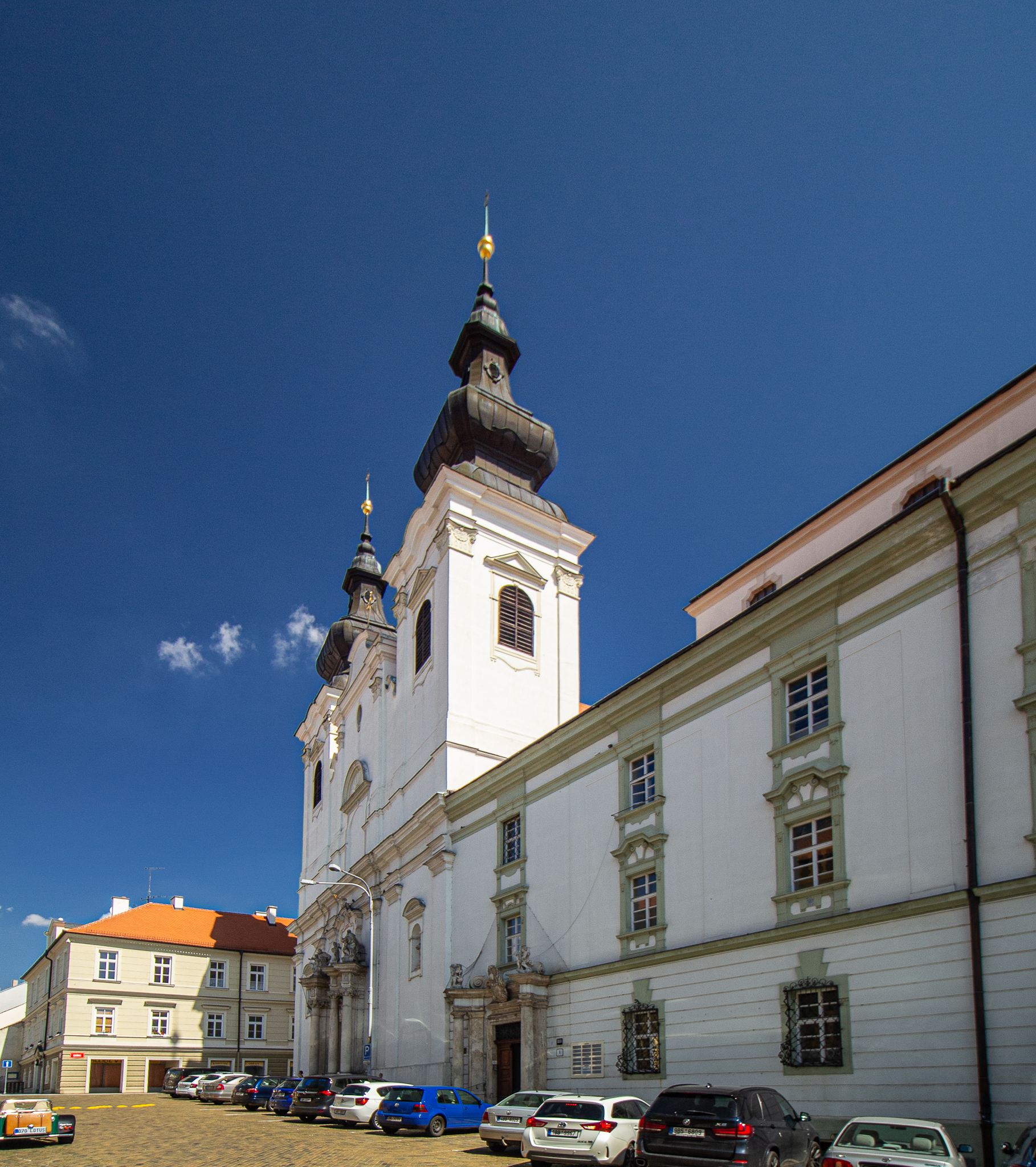
Klášterní kostel Nalezení svatého Kříže

22. května 1645 Znojmo obsadili Švédové a plány na prostornou novou klášterní budovu z roku 1636 se nepodařilo uskutečnit. V důsledku toho se dominikáni ve Znojmě dostal do ekonomických potíží a finančně musel pomoci císař Ferdinand III.
V letech 1655 až 1666 byl kostel přestavěn. Slavnostně jej otevřel až v roce 1677 olomoucký pomocný biskup Jan Josef Breuner. Samotný klášter byl podle nápisu dokončen v roce 1728. Pro nedostatek peněžních prostředků však po dostavbě západního křídla podle plánů architekta Franze Rittera de Roetiers musela být další plánovaná barokní přestavba zastavena.
Další škody klášter utrpěl v době pruského obléhání v letech 1742 a 1866 a poté v roce 1809 během napoleonských válek. Za první světové války zde sídlila nemocnice.
Po komunistickém převratu v únoru 1948 došlo k likvidaci kláštera v Tvořihrázi a v roce 1950 byl komunistickou vládou zrušen rovněž znojemský dominikánský klášter a následně využíván pro účely lidové armády.
Po sametové revoluci byl obnoven a sloužl původnímu účelu.

## Klášterní knihovna
První zmínka o knihovně zdejšího kláštera pocházejí z roku 1550, avšak již o pět let později vyhořela. V důsledku toho a následného obsazení kláštera protestanty byl knihovní fond zničen v blíže neznámém rozsahu. Většina shromážděných předmětů jsou tedy dary, pozůstalosti a nákupy z pozdější doby.
Dobu rušení klášterů za císaře Josefa II. dominikáni využili i k rozšíření své knihovny. Byly získány knihy z fondů znojemských klášterů jezuitů a františkánů a kláštera v Louce.
Kolem roku 1900 byla knihovna přestavěna a do knihovny se dostala i moderní literatura.
Po zrušení dominikánského kláštera v roce 1950 přešla knihovna se zhruba 13 000 svazky pod správu Univerzitní knihovny Brno. Asi 6000 historicky cenných svazků bylo narychlo vytříděno a převezeno do depozitáře u Brna. Místo uložení zbývajících knih není známo.